# Вилка CEE 7/17

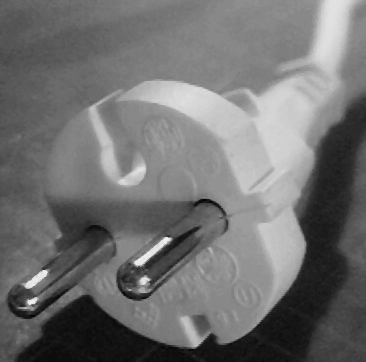
Зовнішній вигляд вилки стандарту CEE 7/17

Вилка CEE 7/17 — це кругла штепсельна вилка без заземляючих контактів, яка має форму, сумісну з розетками стандартів CEE 7/1, CEE 7/3 та CEE 7/5. 
Вона має два круглі штирі діаметром 4,8 мм і довжиною 19 мм. 
Максимальний струм навантаження може становити 10 або 16 A, і вона може використовуватися для незаземлених приладів класу II (а в Південній Кореї для всіх побутових приладів, які не потребують заземлення).

## Сумісність
Вона також визначається як вилка класу II в італійському стандарті CEI 23-50. Її можна вставити в ізраїльську розетку стандарту СІ 32, з деякими труднощами. Радянський стандарт ГОСТ 7396 включає як вилку CEE 7/17, так і вилку CEE 7/16 варіант II.